# یو شیی-کون
یو شیی-کون (چینی: 游錫堃؛ زادهٔ ۲۵ آوریل ۱۹۴۸) یک سیاست‌مدار اهل تایوان که از ۱ فوریه ۲۰۰۲ تا ۱ فوریه ۲۰۰۵ نخست‌وزیر این کشور بود.